# Наумов, Иван Афанасьевич
Ива́н Афана́сьевич Нау́мов (1872, Сметанино, Вятская губерния — 1940, ГУЛАГ) — крестьянин, депутат Государственной думы II созыва от Вятской губернии.

## Биография

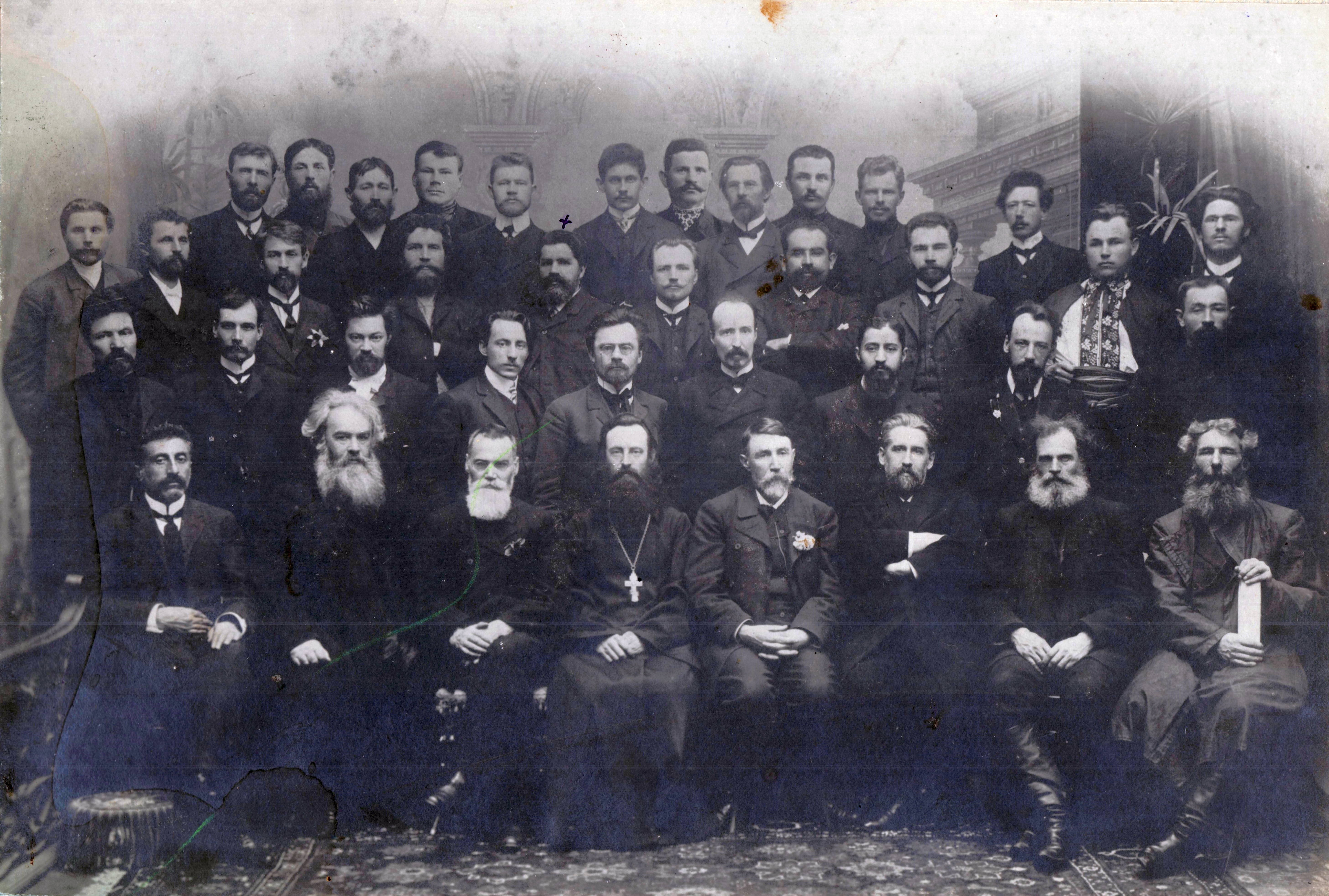
(Слева направо) 1-й ряд: И. Я. Сагателян, Н. И. Емельянов, А. П. Козлов, о. А. И. Бриллиантов, Н. И. Долгополов, В. П. Успенский, Н. О. Оводов, Н. С. Кирносов;
2-й ряд: И. Е. Пьяных, А. И. Русанов, М. Г. Зайцев, Н. С. Долгополов 2-й, В. Г. Архангельский, П. С. Ширский, С. Ф. Тигранян, Г. А. Горбунов, П. С. Лохвицкий;
3-й ряд: И. П. Хворостухин, Д. Л. Зимин, В. В. Евреинов, М. С. Фокеев, П. С. Сигов (отмечен крестиком), Ф. И. Ржехин, С. Х. Тер-Аветикянц, И. Н. Мушенко, В. И. Хвост;
4-й ряд: И. Л. Финеев, И. А. Наумов, П. С. Мороз, Л. А. Ефремов, В. С. Абрамов, А. П. Друкарь, Ф. Г. Литвиненко, И. А. Лебедев, А. Ф. Кузнецов, В. И. Толмачевский, В. М. Стрелков, Г. К. Покровский.

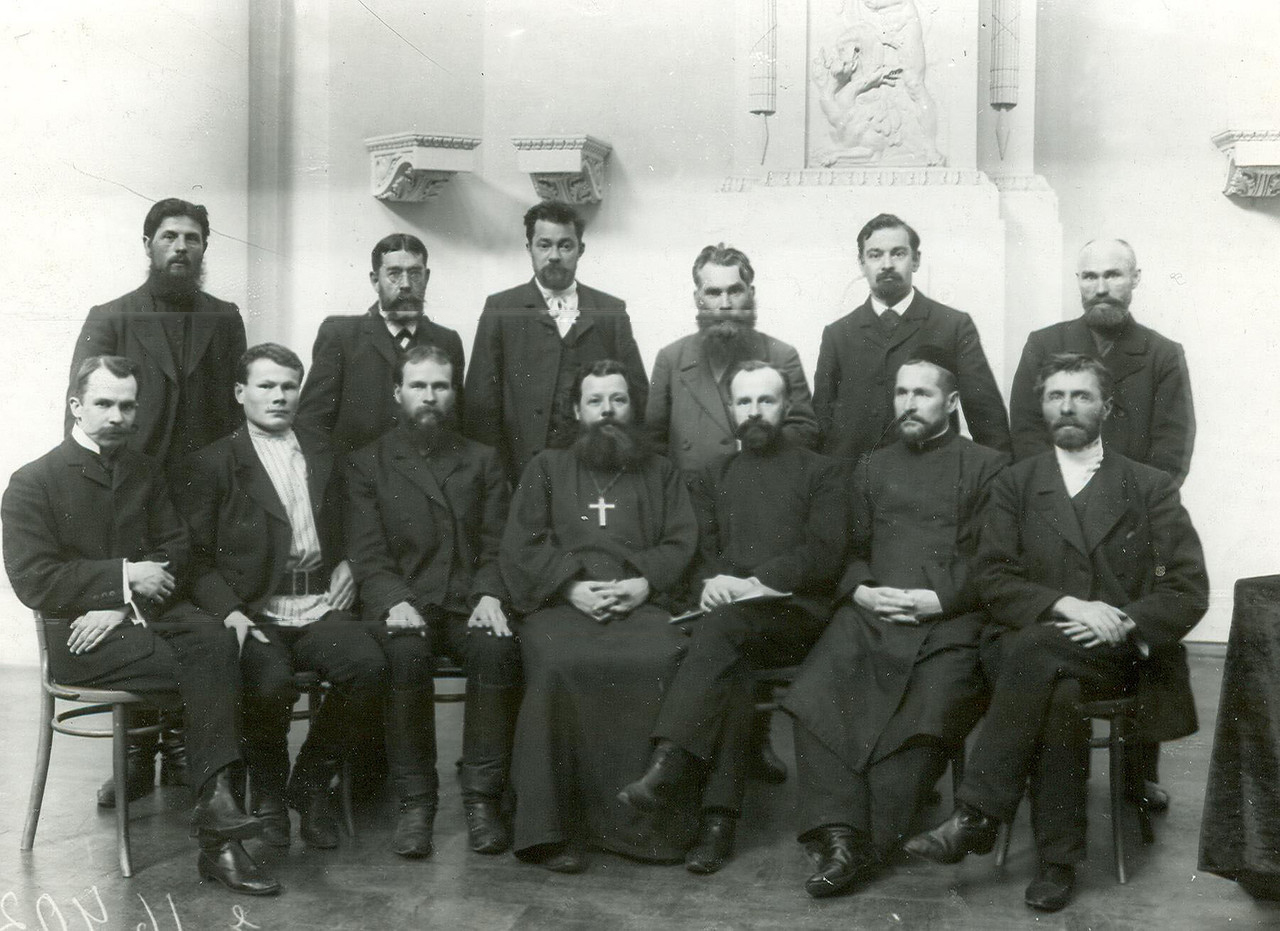
Депутаты II Государственной Думы от Вятской губернии.
Стоят: И. А. Наумов, А. В. Бодров, М. Г. Зайцев, В. А. Вахрушев, Н. В. Алашеев, В. И. Шешин; Сидят: С. Н. Салтыков, Л. А. Ефремов, Я. С. Шабалин, Ф. В. Тихвинский, Д. И. Деларов, Х. А. Масагутов, И. Л. Финеев

Крестьянин села Сметанино Яранского уезда Вятской губернии. Окончил народную школу. Печатался в «Вятской газете». Вступил в члены партии социалистов-революционеров. Занимался земледелием.
14 февраля 1907 года был избран в Государственную думу II созыва от общего состава выборщиков Вятского губернского избирательного собрания. Вошёл в состав думской группы Социалистов-революционеров. Был членом комиссии о неприкосновенности личности.
Детали дальнейшей судьбы неизвестны.
В 1937 году колхозник колхоза «Победа» в селе Сметанино Сметанинского сельского совета Санчурского района Кировской области. Арестован. 27 ноября 1937 года особой тройкой при УНКВД по Кировской области по обвинению по статьям 58 пункты 10, 11 УК РСФСР приговорён к 10 годам лишения свободы.
Умер в 1940 году в местах заключения.
Реабилитирован 7 апреля 1964 года.

### Рекомендуемые источники
- Владимир Ситников. Энциклопедия земли Вятской: ЭЗВ : откуда мы родом?

### Архивы
- Российский государственный исторический архив. Фонд 1278. Опись 1 (2-й созыв). Дело 292; Дело 601, Лист 2.